# Kudelstaart
Kudelstaart è una località olandese situata nel comune di Aalsmeer, nella provincia dell'Olanda Settentrionale.

## Storia
Si chiamava precedentemente Schonedorp e venne citato in una fonte scritta per la prima volta nel 1238.
Dal 1252 fu noto col nome di Kudelstaart. 
Vi fu una violenta lotta tra il conte di Holland e il vescovo della Diocesi di Utrecht. 
Conseguentemente all'arbitrato  la località venne divisa tra i due.
Kudelstaart si trovava in quel periodo più a nord rispetto all'attuale posizione, probabilmente ove oggi sorge Vrouwentroost, nei pressi di Aalsmeer.
Nel 1724 il centro venne venduto alla città di Amsterdam, che assunse così il controllo della via verso Leida. 
Il 1º gennaio 1812 Kudelstaart viene annessa ad Aalsmeer.
Nel 1870, la parte più meridionale dell'insediamento venne denominata Kudelstaart. L'originale Kudelstaart, fino a quel momento era nota come Vrouwentroost.
Nel 1890 si iniziò ad edificare il Forte di Kudelstaart.
Sorge sulla Westeinderplassen.
Alla vigilia della seconda guerra mondiale, Kudelstaart divenne un punto d'appoggio per idrovolanti della Marina Militare Olandese.
Nel XX secolo, grazie al centro Westeinderplassen, Kudelstaart diviene famoso centro per gli sport acquatici.